# Panna Molly Bryant
Panna Molly Bryant (ang. Miss Lulu Bett) – amerykański film niemy z 1921 roku w reżyserii William C. de Mille.

## Obsada
- Lois Wilson